# Comuna de Wysoka
Wysoka (polaco: Gmina Wysoka) é uma gminy (comuna) na Polónia, na voivodia de Grande Polónia e no condado de Pilski. A sede do condado é a cidade de Wysoka.
De acordo com os censos de 2004, a comuna tem 6943 habitantes, com uma densidade 56,4 hab/km².

## Área
Estende-se por uma área de 123,04 km², incluindo:
- área agricola: 79%
- área florestal: 13%

## Demografia
Dados de 30 de Junho 2004:
|                      | Total   | Total | Mulheres | Mulheres | Homens  | Homens |
| -------------------- | ------- | ----- | -------- | -------- | ------- | ------ |
|                      | pessoas | %     | pessoas  | %        | pessoas | %      |
| População            | 6943    | 100   | 3414     | 49,2     | 3529    | 50,8   |
| Densidade (pop./km²) | 56,4    | 100   | 27,7     | 27,7     | 28,7    | 28,7   |

De acordo com dados de 2002, o rendimento médio per capita ascendia a 1356,54 zł.